# Sha Zhengwen
Sha Zhengwen (født. 18. juni 1990, 190 cm) er en kinesisk håndboldspiller, der soiller for Shanghai Handball og Kinas kvindehåndboldlandshold.